# Melaenornis
Melaenornis – rodzaj ptaków z podrodziny muchołówek (Muscicapinae) w obrębie rodziny muchołówkowatych (Muscicapidae).

## Zasięg występowania
Rodzaj obejmuje gatunki występujące w Afryce Subsaharyjskiej.

## Morfologia
Długość ciała 15–22 cm, masa ciała 16–42 g.

## Systematyka

### Etymologia
- Melasoma: gr. μελας melas, μελαινα melaina „czarny”; σωμα sōma, σωματος sōmatos „ciało”[9].
- Melaenornis: gr. μελας melas, μελαινα melaina „czarny”; ορνις ornis, ορνιθος ornithos „ptak”[10].
- Sigelus: gr. σιγηλος sigēlos „cichy, spokojny”[11]. Gatunek typowy: Lanius silens Shaw, 1809.
- Empidornis: gr. εμπις empis, εμπιδος empidos „komar”; ορνις ornis, ορνιθος ornithos „ptak”[12]. Gatunek typowy: Muscicapa semipartita Rüppell, 1840.
- Namibornis: pustynia Namib, Namibia; gr. ορνις ornis, ορνιθος ornithos „ptak”[13]. Gatunek typowy: Bradornis herero Meyer de Schauensee, 1931.

### Podział systematyczny
Do rodzaju należą następujące gatunki:
- Melaenornis fischeri (Reichenow, 1884) – mucharka białooka
- Melaenornis brunneus (Cabanis, 1886) – mucharka angolska
- Melaenornis chocolatinus (Rüppell, 1840) – mucharka brunatna
- Melaenornis annamarulae Forbes-Watson, 1970 – mucharka liberyjska
- Melaenornis ardesiacus Berlioz, 1936 – mucharka żółtooka
- Melaenornis edolioides (Swainson, 1837) – mucharka czarna
- Melaenornis pammelaina (Stanley, 1814) – mucharka lśniąca
- Melaenornis herero (Meyer de Schauensee, 1931) – mucharka namibijska
- Melaenornis semipartitus (Rüppell, 1840) – mucharka srebrna
- Melaenornis silens (Shaw, 1809) – mucharka żałobna